# Oligodon joynsoni
Oligodon joynsoni är en ormart som beskrevs av Smith 1917. Oligodon joynsoni ingår i släktet Oligodon och familjen snokar. Inga underarter finns listade i Catalogue of Life.
Denna orm förekommer i norra Thailand och troligtvis i angränsande områden av Laos och Myanmar. Arten lever i kulliga områden mellan 300 och 600 meter över havet. Habitatet utgörs av lövfällande skogar och av fuktiga skogar. Individerna vistas på marken. Honor lägger antagligen ägg.
I utbredningsområdet ingår flera skyddszoner och där hittades de flesta exemplar. Utanför skyddszonerna pågår skogsröjningar. IUCN kategoriserar arten globalt som livskraftig.